# Chiesa di Santa Caterina (Černihiv)
La chiesa di Santa Caterina è una chiesa cattedrale ortodossa di Černihiv, in Ucraina, che ora è un monumento nazionale protetto. È stata costruita a cavallo dei secoli XVII e XVIII. Si tratta di un notevole esempio di architettura di stile barocco ucraino della zona della riva sinistra del fiume Dnepr.

## Storia
La chiesa, in pietra bianca, situata nel centro storico della città, è costruita su fondi dei fratelli Semen e Jakov Lizohub in memoria del loro padre Eufyme e del loro nonno Jakov. Questi, alla testa di truppe cosacche, avevano difeso la fortezza di Azov contro i Turchi nel 1696. È costruita al posto di una vecchia chiesa della fortezza della città in un luogo chiamato Tretjak. La Chiesa di Santa Caterina, dedicata a Caterina d'Alessandria, fu consacrata nel 1715. Ha sofferto un incendio nel 1837 ed è stata restaurata. Una nuova iconostasi, che ora è scomparsa, era stata costruita in stile eclettico.
Il campanile è stato ricostruito nel 1908. La chiesa in mattoni è stata chiusa dalle autorità locali nel 1933 e ha subìto, nel corso degli anni dell'occupazione tedesca, un incendio e la distruzione delle cupole. È stata restaurata tra il 1947 e il 1955 e dichiarata Patrimonio Storico nel 1962. La chiesa fu nuovamente restaurata tra il 1975 e il 1980, soprattutto all'interno; le cupole sono state ridorate. La chiesa è stata un museo fino al 2006.
Nella primavera del 1990, un gruppo di attivisti cosacchi, che facevano parte della popolazione della città, ha rinnovato l'attività sociale della comunità, proibita nel 1933 dal potere sovietico.
Nel 1992, la Chiesa cosacco-ortodossa della Comunità è stata ufficialmente registrata dallo Stato e, nel 1994, riconosciuta come "successore della comunità precedente" con "diritti e doveri". (Statuto della Comunità, art.1). Quindi essa ora gode dello status di Ente giuridico.
Il 2 aprile 1995 la comunità cosacco-ortodossa è stata messa sotto il patrocinio di Sua Santità il Patriarca di Kiev e di tutta la Rus' Ucraina, Vladimir (Romanjuk). (Statuto della comunità, art.1).
In conformità al  decreto del 5 aprile 2006 del Presidente della pubblica amministrazione regionale di Černihiv, signor Lavryk, l'edificio di culto è stato restituito alla comunità cosacco-ortodossa di Santa Caterina della Chiesa Ortodossa Ucraina del Patriarcato di Kiev.
Il 22 maggio 2008, giorno di San Nicola, con decisione dell'Alta Corte di Appello dell'Ucraina, è stata confermata la legittimità della consegna di Santa Caterina ai credenti della Chiesa ortodosso-ucraina del Patriarcato di Kiev.
Il 19 luglio del 2008, 75 anni dopo il divieto, la comunità cosacco-ortodossa, con a capo il consiglio parrocchiale e il vescovo di Černihiv e Nižyn, entrò in chiesa e rinnovò il servizio divino.
Da allora la chiesa è divenuta la cattedrale cosacca della diocesi di Černihiv.
Il 7 dicembre 2011 la Cattedrale cosacca Santa Caterina ha visto la solenne canonizzazione del rev. Mercurio, igumenos Brygins'kyj. Il processo è stato guidato da Sua Santità il Patriarca di Kiev e di tutta la Rus' Ukraina, Filarete. Da quella data il reliquiario del reverendo è diventato uno dei maggiori oggetti di culto.
I parrocchiani della chiesa hanno sostenuto attivamente la "Euromaidan" nel 2013 e la "Rivoluzione di Dignità" nel 2014 il movimento volontario ha contribuito alla rigenerazione dell'esercito ucraino. L'elenco dei benefattori e dei benemeriti della Cattedrale cosacca Santa Caterina contiene i nomi di centinaia di volontari che hanno portato il loro sostegno materiale e finanziario. Con la partecipazione diretta dell'arciprete Eugene (Orda) e del Presidente del Consiglio Parrocchiale, gli aiuti sono stati versati al Maidan a Kiev e nella zona delle operazioni antiterrorismo.
Una pagina a parte nella vita della parrocchia cosacca, è la partecipazione di soldati ucraini e di volontari nella lotta contro gli aggressori russi. Il 26 giugno 2014, nella zona di operazioni antiterrorismo nei pressi della città di Luhans'k, periva il parrocchiano della chiesa Mykola Bruj. Il servizio funebre si è svolto nella cattedrale. Su decisione del consiglio parrocchiale, il nome dell'eroe Mykola è stato scritto per sempre nel libro dei benefattori e benemeriti. Con decreto del Presidente della Repubblica del 15 maggio 2015, Mykola stato insignito dell'Ordine per il Coraggio di III Grado per la professionalità e la fedeltà al giuramento, che aveva dimostrato nel difendere la sovranità dello Stato e l'integrità territoriale dell'Ucraina.
Secondo la tradizione ucraina e l'antica usanza cosacca, l'elenco dei benefattori e dei benemeriti della Cattedrale contiene i nomi di 134 eroi della zona, tra cui 24 abitanti di Černihiv, morti per la libertà dell'Ucraina.

## Controversie
Oltre al Patriarcato di Kiev, anche la Chiesa ortodossa russa in Ucraina ha rivendicato diritti sulla chiesa di Santa Caterina. Finché i locali furono consegnati alla comunità del Patriarcato di Kiev, rappresentanti della Chiesa ortodossa russa in Ucraina avevano stabilito "una chiesa da campo", che altro non era che una tenda in tela eretta sotto le mura della Cattedrale. Sotto la pressione della comunità di Černihiv, dopo la “Rivoluzione di Dignità”, la tenda è stata smantellata dai fedeli della Chiesa ortodossa russa in Ucraina.